# 完全先付け
完全先付け（かんぜんさきづけ）は、麻雀のルールのひとつ。完先（かんさき）と略される。一口に「完全先付け」といっても様々なバリエーションがあり、統一された解釈はない。

## 用語解説
先付け（さきづけ）とは、「先に役を確定させること」を意味する麻雀用語である。もともとは現在の用法とは意味が逆であり、「先に副露して、後から役を確定させること」を指していた。これは金融用語の「先の日付けが記された小切手」という意味の「先付け」(先に小切手を振り出し、後から現金になる)から転じたものである。いつの間にか麻雀では意味が逆転し、原義どおりの役の付け方は「後から役を付ける」ので「後付け」（あとづけ）と呼ばれるようになった。また、完全先付けのルールを厳格に解釈する者たちの間では「和了のときに初めて役を確定させる」ことのみを「後付け」と呼び、「途中で役を付ける」ことを「中付け」（なかづけ）と呼ぶこともある。
先付けの和了のみを認め、中付けや後付けの和了を認めない（チョンボとする）ルールのことを完全先付けと呼ぶ。
完全先付けはナシナシ（「クイタンなし、後付けなし」の略）と呼ばれることもある。対義語として、標準的な「食い断あり、後付けあり」のルールをアリアリと呼ぶ。2009年7月のルール変更以前の第1東風荘のような「食い断なし、後付けあり」のルールはナシアリと呼ばれる。

## 歴史
完全先付けは日本で昭和30年代後半から昭和40年代前半あたりに、中付けや後付けの和了を好まない者たちが、そのような和了を禁止したルールとして生まれたと考えられているが、詳細は不明である。完全先付けは日本麻雀独特のルールであり、中国麻雀や台湾麻雀などには完全先付けの存在は確認されていない。
完全先付けの統一されたルールは存在せず、完全先付けのプロ麻雀団体や競技麻雀団体もないため、ローカルルールやハウスルールのバリエーションが非常に多い。そのため、プレイヤーにより見解の相違が起こることが多く、トラブルの原因になることがある。また、学校の先輩と後輩、会社の上司と部下などプレイヤーの実生活上の立場に差のある場合や、仲間内の麻雀に一人だけゲストが参加した場合などに、解釈が曖昧であることを悪用して目上側に有利な運用がなされたり、恐喝まがいの麻雀になったりする場合もある。
現在のフリー雀荘のルールは、関東ではアリアリにほぼ統一されている。一方関西やその他の地方では4人打ちについては関東流のルールが進出していることからアリアリが多く（アリアリを「東京麻雀」と呼んでいる雀荘もわずかながら存在する）、一方で西日本が本場とされている3人打ちでは4人打ちに比べて非常に和了しやすいために完全先付けが多い傾向にある。
テレビゲームやゲームセンターの麻雀ゲームでもアリアリが主流であるが、初期のゲームでは完全先付けが採用されることがあった。また、東風荘やハンゲームなどのオンライン麻雀の標準ルールで食い断なしが採用されているか、あるいはルール選択で食い断ありと食い断なしが選択できる場合であっても、完全先付けは選択できず、後付けありに固定されているのが普通である。これは、完全先付けの解釈の差に起因するクレームを嫌ってのことと言われている。
仲間内の麻雀ルールは千差万別であるが、特に完全先付けが多い地方は存在せず、日本各地に分布している。ただし、完全先付けの解釈の傾向には地方差があるとされる。完全先付けは「門前での役作りをじっくりと楽しみたい」という人には好まれている一方で、スピードや駆け引きの技術を重視する人にはあまり好まれていない。最近は後者が重視される傾向にあり、麻雀ゲームの普及もあって仲間内の麻雀でも完全先付けは減少傾向にある。

## 基本ルール
完全先付けには2つの基本ルールがある。1つは「門前を崩した和了の制限」（中付けの禁止）であり、もう1つは「片和了りの禁止」（後付けの禁止）である。

### 門前を崩した和了の制限
門前を崩した和了は、最初の副露（第1副露）を役に必ず絡めるか、副露していない手牌の中で役を構成する牌がすべて揃っていなければならない。そうでない和了は、完全先付けでは自摸和、栄和にかかわらず不可とされる。第2副露以降には特に制約はなく、役に全く絡まなくてもかまわない。以下の例では右から順に副露したものとする。
例1-1
この手牌の場合、先にをチーし、後から役牌のをポンしているので第1副露が役に絡んでおらず、完全先付けでの和了は不可である。
例1-2
逆にこの手牌の場合は、先に役牌のをポンし、後からをチーしているので第1副露が役に絡んでおり、完全先付けでの和了も可である。
例1-3
この手牌の場合、副露していない手牌の中に役牌のが暗刻で存在するため、第1副露が役に絡まなかったとしても、完全先付けでの和了も可である。第1副露のときにが暗刻でなかったとしても、和了したときには第三者には確認できないためにそれは問わないものとする。
例1-4
この手牌の場合、第1副露のが678の三色同順に絡んでいるので、完全先付けでの和了も可である。
例1-5
この手牌の場合、副露していない手牌の中で678の三色同順を構成する牌がすべて揃っているため、第1副露が役に絡まなかったとしても、完全先付けでの和了も可である。
例1-6
逆にこの手牌の場合は、第1副露が役に全く絡んでおらず、また副露していない手牌の中で678の三色同順を構成する牌がすべて揃っていないため、完全先付けでの和了は不可である。
例1-7
このパターンの場合、混一色という役を確定させているため、を副露しても役として数えられる場合がある。
例1-8
役満は基本的に完全先付けとは無縁だが大三元だけは例外でこのような場合完全先付けにあたり和了は不可である。

### 片和了りの禁止
片和了り（かたあがり）とは2つ以上の待ち牌がある聴牌で、少なくとも1つの待ち牌が縛りを満たさないために和了ることができない聴牌のことをいう。このような聴牌形での和了の場合、たとえ和了れるほうの待ち牌であっても、完全先付けでは自摸和、栄和にかかわらず不可とされる。これは門前かそうでないかを問わないが、門前での自摸和は門前清自摸和が必ず成立するため片和了りとはならない。
例2-1
この手牌は三面待ちではあるが、で一気通貫となるものの、では、何も役がつかないために和了ることができない。したがってこれは片和了りとなり、完全先付けでの和了は不可である。
例2-2
この手牌では待ち牌がであるが、どちらの待ち牌でも一気通貫となるために片和了りではなく、完全先付けでの和了も可である。
例2-3
この手牌では待ち牌がの1つだけであり、和了れない待ち牌はないため片和了りではなく、完全先付けでの和了も可である。

### その他の制約
完全先付けでは前記の2つの基本ルールに抵触する和了をした場合にはチョンボとなるが、その他にも以下の制約があるのが一般的である。
- 喰いタンなし（タンヤオを門前限定役とする）
- 他に役がない偶然役（嶺上開花・海底摸月・河底撈魚・搶槓）のみの和了不可
- 振聴立直・立直後の見逃し不可（流局時にチョンボ）

## バリエーション
完全先付けは、用語・ルールともにバリエーションに富んでおり、前述の基本ルールに必ずしも一致しないことがある。以下にそのバリエーションを示す。
- 「完全先付け」という用語を「和了資格（縛りを満たす役）の確定しない副露や、和了資格が確定しない状態での和了を不可とするルール」と解釈する。
- 「後付け」という用語を「最後の副露で役を確定させる和了」と解釈し、「中付け」という用語を「最初と最後以外の副露で役を確定させる和了」と解釈する。
- 「ナシナシ」と「完全先付け」を区別する。このような場合、後付けは不可だが中付けは可とするものや、後付けの制限を役牌に限定するもの（緩い完全先付け）を「ナシナシ」と呼び、「完全先付け」とは呼ばない。
- 第2副露以降の副露にも制約を課す。たとえば、例1-4の形で三色同順に関わる2個目以降の面子を両面でチーした場合、最初のチーでは役が確定していないと考えて和了を不可とする。
- 役牌のみの和了の場合、第1副露がその役牌でない和了を不可とする。例1-3の形の和了が不可となる。
- 門前を崩した和了で、副露していない手牌の中で役を構成する牌がすべて揃っている場合の和了を不可とする。例1-3、例1-5の形の和了が不可となる。
- 食い断のみの和了を不可とするものの、ほかに縛りを満たす役があれば、食い断の1翻を認める。
- 食い断をすべて認める。大阪の雀荘の一部で採用されている。
- 偶然役のみの和了を可とする。
- 門前清自摸和のみの和了を不可とする。
- 門前清自摸和の場合でも、門前清自摸和を考慮せずに片和了り禁止の判定を行う。
- 振聴立直以外の振聴にも制約を課す。振聴での自摸和を不可とし、また和了見逃し後同巡の制約が解けるのが打牌後となるため、見逃し直後の自摸牌での和了も不可とする。
- 栄和のみを完全先付けとし、自摸和には完全先付けのルールを適用しない。京都地方の一部で採用されており、京都市に本社を置く任天堂の役満シリーズでも採用されている。

なお、関西地方の一部の雀荘には、アリアリであってもこれらの制約の一部を適用するところがある。

### 解釈が分かれる和了
以下のような形の和了の場合は解釈が分かれる。これらの和了を俗に王手飛車（おうてびしゃ）と呼ぶ（将棋用語からの転用）。王手飛車を可とするか不可とするかについては事前に確認しておくことが望ましい。
例3-1
この手牌の待ちはであるが、で平和のみ、でタンヤオのみ、で平和・断么九となる。したがってどの待ち牌でも役が1つ以上つくが、すべての待ち牌に共通する役はない。前者を重視して和了を可とするところと、後者を重視して和了を不可とするところの両方が存在する。
例3-2
この手牌はのシャンポン待ちであるが、とを「役牌」という1つの役に属するものと考え、共通する役があるとして和了を可とするところと、という役とという役を厳密に区別し、共通する役がないとして和了を不可とするところがある。

## 関連するもの
- 『新「現代ルール」による図解麻雀入門』(天野大三・青山敬共著、梧桐書院、ISBN　434007201X)
- 『完先ルール麻雀の役とアガり方』(田中貞行著、西東社、ISBN　 4791607139)
- 『プロ麻雀 極』(スーパーファミコン、アテナ、1993年)‐ オプションで完先の有無が選択可能。
- 『プロ麻雀 極Ⅱ』(スーパーファミコン、アテナ、1994年)‐ オプションで後付けの有無が選択可能。
- 『麻雀倶楽部』(スーパーファミコン、ヘクト、1994年) -　オプションで先付けを「要先付」「要完先」「不要」から選択可能。